# Wang Yan (Leichtathletin)
Wang Yan (* 3. Mai 1971 in der Provinz Liaoning) ist eine ehemalige chinesische Geherin.
Wang stellte 1986 zwei Weltrekorde im Bahngehen auf: über 5000 Meter benötigte sie 21:33,8 min und über 3000 Meter 12:39,1 min. Mit 14 Jahren und 310 Tagen war sie die jüngste Leichtathletik-Weltrekordlerin aller Zeiten.
Im 10-km-Straßengehen gewann sie 1996 bei den Olympischen Spielen in Atlanta Bronze in 42:19 min hinter der Russin Jelena Nikolajewa in 41:49 min und der Italienerin Elisabetta Perrone in 42:12 min.
Bei den Weltmeisterschaften 1999 in Sevilla wurde erstmals die Distanz von 20 km ausgetragen. Wang lag im Ziel mit 1:30:52 h zwei Sekunden hinter ihrer Landsfrau Liu Hongyu und gewann Silber.
Bei einer Körpergröße von 1,68 m betrug ihr Wettkampfgewicht 50 kg.

## Bestzeiten
- 5 km Straßengehen: 21:10 min (1997)
- 10 km Straßengehen: 41:16 min (1999)
- 20 km Straßengehen: 1:26:22 h (2001)